# تووه یانسون

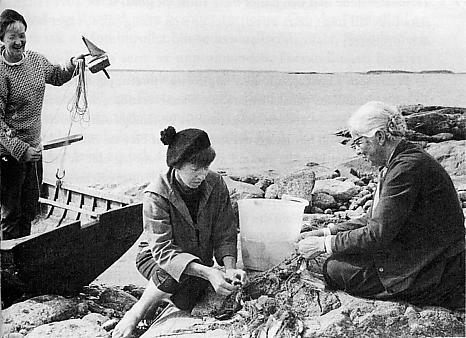
تووه یانسون، تولیککی پیه‌تیله و مادرش سیگنه در جزیره‌ایی در مجمع الجزایر پوروو که در آن یانسون‌ها یک خانه تابستانی داشتند، ۱۹۵۸

تووه ماریکا یانسون  (به فنلاندی: Tove Marika Jansson) (۹ اوت ۱۹۱۴ در هلسینکی، فنلاند، امپراتوری روسیه— ۲۷ ژوئن ۲۰۰۱ در هلسینکی، فنلاند) نویسنده و تصویرگر کتاب کودکان، رمان‌نویس و نویسنده داستان‌های مصور فنلاندی است. وی بیشتر برای خلق دنیای مومین‌ها شناخته می‌شود. یانسون نخستین کتاب از مجموعه ۹ جلدی مومین‌ها را در ۱۹۴۵ منتشر کرد. این کتاب‌ها در سراسر جهان محبوبیت زیادی کسب کردند و به بیش از ۳۰ زبان ترجمه شدند. یانسون در سال ۱۹۶۶ به خاطر فعالیت‌هایش در زمینه ادبیات کودکان جایزه هانس کریستین آندرسن را دریافت کرده است.

## زندگی

### سال‌های آغازین
تووه یانسون در ۹ اوت ۱۹۱۴ در خانواده‌ای هنردوست به دنیا آمد. پدرش مجسمه‌ساز و مادرش طراح بود. در دوران نوجوانی تعدادی از طرح‌هایش در مجله‌های کودکان چاپ شد. ۱۵ ساله بود که برای یادگیری نقاشی به استکهلم و پس از آن به هلسینکی و پاریس رفت. در سال ۱۹۴۳ نخستین نمایشگاه کارهایش را برگزار کرد. پس از آن به عنوان تصویرگر کتاب‌های کودکان و طراح جلد کتاب مشغول به کار شد. در همان زمان بود که برای امضای طرح‌هایش نقش موجودی دم‌دار با بینی دراز و گوش‌های بزرگ را می‌کشید که در واقع طرح اولیهٔ شخصیت مومین‌ترول بود.
در طول دهه 1930، جانسون چندین سفر به دیگر کشورهای اروپایی داشت. او برای داستان‌های کوتاه و مقاله‌هایش که تصویرگری هم می‌کرد و همچنین در مجلات، نشریات و روزنامه‌های روزانه منتشر می‌شد، از اینها استفاده کرد. در این دوره، جانسون جلد کتاب، آگهی و کارت پستال زیادی را نیز طراحی کرد. او به پیروی از الگوی مادرش، برای Garm [sv]، یک مجله طنز فنلاندی-سوئدی ضد فاشیست، تصاویری کشید.

### آفرینش مومین‌ها
ایدهٔ مومین‌ها زمانی به ذهن یانسون رسید که او برای رهایی از روزهای تاریک جنگ جهانی دوم قصد آفرینش چیزی هیجان‌انگیز را داشت. مومین‌ها در واقع خانواده‌ای از ترول‌ها بودند که ظاهرشان بیشتر شبیه به اسب آبی بود. نخستین کتاب از ماجراهای مومین‌ها «مومین‌ها و سیل بزرگ» نام داشت که در ۱۹۴۵ و به زبان سوئدی منتشر شد. شخصیت اصلی آن مومین‌ترول ماجراجو بود که همراه با مادرش (مامان‌مومین) در جستجوی پدرش (بابامومین) با موانعی مواجه می‌شد. خانواده مومین‌ها در دره‌ای به نام دره‌ی مومین زندگی می‌کردند. کتاب‌های مومین‌ها محبوبیت زیادی کسب کردند که باعث شد یانسون ۹ جلد از از آن‌ها را منتشر کند. کتاب‌ها به بیش از ۳۰ زبان ترجمه شدند. از روی آن‌ها چندین مجموعه پویانمایی در فنلاند، لهستان و ژاپن ساخته شد. همچنین چاپ سری داستان مصور آن‌ها تا سال ۱۹۷۳ ادامه یافت.

## نوشته‌های دیگر
پس از کتاب درّه‌ی مومین در پاییز، تووه یانسون نوشتن در مورد مومین‌ها را متوقف کرد و شروع به نوشتن برای بزرگسالان کرد. اولین تلاش یانسون در خارج از ادبیات کودکان، دختر مجسمه‌ساز (Bildhuggarens dotter)، رمانی نیمه اتوبیوگرافی بود که در سال ۱۹۶۸ منتشر شد. پس از آن، او پنج رمان دیگر از جمله کتاب تابستان (Sommarboken) و پنج مجموعه داستان کوتاه نوشت. کتاب تابستان شناخته شده ترین کتاب داستان بزرگسالان او است که به انگلیسی ترجمه شده است. این اثری با جذابیت، ظرافت و سادگی، اقامت تابستانی در جزیره‌ای که یک دختر جوان و مادربزرگش در آن هستند را توصیف می‌کند. این دختر از خواهرزاده خود، سوفیا یانسون، پدر دختر از پدر سوفیا، لارس یانسون و مادربزرگ از مادر خودش الگوبرداری شده است.

## طنز دوران جنگ در مجله گرم
توهه یانسون به عنوان تصویرگر و کاریکاتوریست برای مجله طنز سوئدی زبان Garm از دهه 1930 تا 1953 کار کرد. یکی از کاریکاتورهای سیاسی او به شهرت بین المللی کوتاهی دست یافت: او آدولف هیتلر را به عنوان یک نوزاد گریان پوشک، در محاصره نویل چمبرلین و دیگر رهبران بزرگ اروپایی، که سعی کردند کودک را با دادن تکه هایی از کیک آرام کنند، کشید - اتریش، لهستان، چکسلواکی و غیره در جنگ جهانی دوم، که در طی آن فنلاند علیه اتحاد جماهیر شوروی جنگید، و بخشی از زمان با آلمان نازی همکاری می کرد، تصاویر جلد او برای گرم، هم هیتلر و هم جوزف استالین را به تصویر کشید: در یکی، استالین شمشیر خود را می کشد. از غلاف فوق‌العاده بلندش، فقط به طرز عجیبی کوتاه است. در دیگری، چندین هیتلر خانه ای را غارت می کنند و غذا و آثار هنری را با خود می برند. از نظر تماشاگر، جانسون از هیتلر یک شخصیت کوچک مضحک، خودمهم و کمیک ساخت. شکل ترول مومین برای اولین بار در کارتون های سیاسی جانسون ظاهر شد، جایی که از آن به عنوان یک شخصیت امضا در نزدیکی نام هنرمند استفاده شد. این «پروتو مومین» که در آن زمان اسنورک یا نیسکو نامیده می شد. لاغر و زشت بود، با بینی دراز و باریک و دم شیطانی. جانسون گفت که مومین ها را در جوانی طراحی کرده است: پس از اینکه او در یک نزاع فلسفی درباره امانوئل کانت با یکی از برادرانش شکست خورد، "زشت ترین موجودی که می توان تصور کرد" را روی دیوار خانه آنها کشید و زیر آن نوشت "کانت". این مومین بعداً وزن و ظاهر دلپذیرتری پیدا کرد، اما در اولین کتاب مومین، مومین ها و سیل بزرگ (در اصل Småtrollen och den stora översvämningen)، امانوئل-کانت-مومین هنوز قابل درک است. نام مومین از عموی تووه جانسون ، Einar Hammarsten گرفته شده است: زمانی که او در استکهلم تحصیل می کرد و با اقوام سوئدی خود زندگی می کرد، عمویش با گفتن اینکه یک "Moomintroll" در کمد آشپزخانه زندگی می کند و هوای سرد تنفس می کند سعی کرد مانع از غارت غذای او شود. بر گردن مردم است. 

## سال های پایانی
یانسون در ۱۹۶۸ خود زندگی‌نامه‌ای به نام «دختر مجسمه‌ساز» نوشت. او پس از ۱۹۷۰ کم‌تر به مومین‌ها پرداخت. در آن سال‌ها چندین رمان نیز برای بزرگسالان نوشت.

## آثار

### مومین‌ها

#### رمان‌ها
- مومین‌ها و سیل بزرگ (۱۹۴۵)
- ستاره دنباله‌دار در سرزمین مومین (۱۹۴۶)
- خانواده‌ی فنلاندی مومین‌ترول (۱۹۴۸)
- ماجراهای بابامومین (۱۹۵۰)
- خل‌بازی تابستانی مومین‌ها (۱۹۵۴)
- خواب زمستانی مومین‌ها (۱۹۵۷)
- بابامومین در دریا (۱۹۶۵)
- درّه‌ی مومین در پاییز (۱۹۷۰)

#### داستان‌های کوتاه
- قصه‌های درّه‌ی مومین (۱۹۶۲)

#### کتاب‌های مصور
- کتابی دربارهٔ مومین، مایمبل و مای‌ کوچولو (۱۹۵۲)
- چه کسی تافل را آرام می‌کند؟ (۱۹۶۰)
- سفر پرخطر (۱۹۷۷)
- شروری در خانه مومین (۱۹۸۰)
- سرودهایی از درّه‌ی مومین (۱۹۹۳)

#### کمیک استریپ
- مومین، کتاب ۱ تا ۷

### آثار دیگر

#### رمان‌ها
- کتاب تابستان (۱۹۷۲)
- شهر آفتاب (۱۹۷۴)
- کلاه‌بردار صادق (۱۹۸۲)
- مرغزار سنگ (۱۹۸۴)
- بازی منصفانه (۱۹۸۹)

#### مجموعه‌های داستان کوتاه
- دختر مجسمه‌ساز (۱۹۶۸)
- شنونده (۱۹۷۱)
- هنر در طبیعت (۱۹۷۸)
- سفر با چمدان سبک (۱۹۸۷)
- نامه‌های کلارا و داستان‌های دیگر (۱۹۹۱)
- نامه‌ها، داستان‌های برگزیده (۱۹۹۷-۱۹۷۱)
- کتاب زمستان (۲۰۰۶)

#### کتاب مصور
- سارا و پله و هشت‌پاهای واتر اسپریت (۱۹۳۳)
- یادداشت‌هایی از یک جزیره (۱۹۹۳)
- نامه‌هایی از تووه (۲۰۱۹)

## جایزه‌ها
- جایزه هانس کریستین آندرسن (مدال طلا، ۱۹۶۶)
- جایزه ادبیات دولت فنلاند (۱۹۶۳، ۱۹۷۱ و ۱۹۸۲)
- جایزه ادبیات فنلاندی آکادمی سوئد (۱۹۷۲)
- نشان خورشید خندان (۱۹۷۵)
- نشان شیر فنلاند (۱۹۷۶)
- جایزه افتخاری بنیاد فرهنگ سوئد (۱۹۸۳)
- جایزه فرهنگی فنلاند (۱۹۹۰)
- جایزه سلما لاگرلف (۱۹۹۲)
- جایزه هنر فنلاند (۱۹۹۳)
- جایزه بین‌المللی سیب برنز مرکوری (۱۹۹۴)
- جایزه آکادمی سوئد (۱۹۹۴)
- جایزه فرهنگی افتخاری بنیاد آمریکایی-اسکاندیناوی (۱۹۹۶)
- جایزه بنیاد ادبی سانوما (۱۹۹۹)
- Le Prix de l'Office Chrétien du Livre